# 51 Sagittarii
51 Sagittarii (h¹ Sagittarii) é uma estrela na direção da Sagittarius. Possui uma ascensão reta de 19h 36m 01.65s e uma declinação de −24° 43′ 08.5″. Sua magnitude aparente é igual a 5.64. Considerando sua distância de 290 anos-luz em relação à Terra, sua magnitude absoluta é igual a 0.89. Pertence à classe espectral A1m.... É uma estrela variável Delta Scuti.